# Loeki Knol
Loeki Knol (Uithuizermeeden, 8 maart 1948) is een Nederlands zangeres en actrice. Ze speelde lange tijd samen met Henny Langeveld, waarbij Knol de zang en presentatie op zich nam en Langeveld vleugel speelde.

## Biografie
Knol ging in Eindhoven naar school. Zij woonde enige tijd in Frankrijk om Frans te leren. In de jaren 70 speelde zij mee in de televisieserie Kunt u mij de weg naar Hamelen vertellen, mijnheer?, waar ze de rol van Lidwientje Walg, de burgemeestersdochter speelde. In 2004 speelde ze mee in de musicalversie in de Nederlandse theaters, nu als de oudere Lidwina Walg, die haar dochter het verhaal over hun avonturen vertelt. Het seizoen daarna volgde de rol van Miss Hannigan in de musical 'Annie'. Een jaar later speelde de zangeres in de musical 'Assepoester' in het Efteling Theater de rol van Goede Fee. Dit deed zij tot maart 2008, toen de show stopte. In 2015/2016 speelt ze de rol van Mevrouw Tuit/de theepot in de musical Beauty and the Beast.
In 1976 behaalde ze de 27e plaats in de Nederlandse Top 40 met het nummer Algebra.
In juli 1985 deed Knol mee aan het AVRO televisieprogramma Sterrenslag, waar ze haar achillespees scheurde, waardoor ze lange tijd uit de running was.

## Carrière en onderscheidingen
Loeki Knol won in 1971 AVRO's televisietalentenjacht "Nieuwe Oogst". In 1971 ontving Knol van Conamus de Zilveren Harp. Begin jaren 70 had ze de rol van Lidwientje in de bekende televisiekinderserie "Kunt u mij de weg naar Hamelen vertellen meneer" waarin ook Rob de Nijs, Ab Hofstee en Martin Brozius een rol speelden. Knol heeft een paar elpees gemaakt waar de hit "Algebra" uit voortkwam. In de serie "Kwistig met muziek" van Eddy Becker heeft ze twee jaar meegedaan als zangeres/danseres. Knol had een hoofdrol in de Nederlandse versie van de Amerikaanse musical "Gypsy" van Beppie Nooy. Diverse rollen heeft ze gespeeld in het Nooys Volktheater, waaronder in "Ronde Ka" en "Oh Waterlooplein". Jasperina de Jong was zo enthousiast over haar acteer- en zangprestaties dat ze haar uitnodigde een aantal dubbelrollen te spelen in de musical "Fien". In 1989 had Knol een rol in een blijspel voor de TROS: "Huwelijk in de steigers" met Piet Bambergen, Carry Tefsen, Rudi Falkenhagen en Guus Verstraete sr. In 1991 speelde Knol een hoofdrol in de tv-kinderserie "Warreltaal" samen met Will van Selst. Een klucht kwam op haar pad met haar rol in "Wat te doen met twee miljoen" dat ze samen met Guido Jonkers en Diana Dobbelman deed. In 2000 speelde Knol de rol van Sally Durand in de musical "Follies" van Stephen Sondheim samen met Jasperina de Jong en Frans Mulder. De musicalversie van "Hamelen" leverde haar een nominatie op. Voor haar rol in de musical "Cinderella" werd ze bekroond in België met een prijs. 

## Discografie

### Singles
| Single met eventuele hitnotering(en) in de Nederlandse Top 40 | Datum van verschijnen | Datum van binnenkomst | Hoogste positie | Aantal weken | Opmerkingen |
| ------------------------------------------------------------- | --------------------- | --------------------- | --------------- | ------------ | ----------- |
| Algebra                                                       | 1976                  | 20-3-1976             | 27              | 4            |             |

### Albums
- Lp Loeki looks around, BASF, 1972
- Lp Op goed geluk, Harlekijn, 1977